# 江釣子ショッピングセンター パル
江釣子ショッピングセンター『パル』（えづりこショッピングセンター『パル』）とは、岩手県北上市にあるショッピングセンターである。運営主体は協同組合江釣子ショッピングセンター。イオン江釣子店を核に80の専門店が立ち並ぶ。店舗面積は22,584m2で、北上市2位、岩手県6位である。

## 概要
江釣子地区に東北自動車道のインターチェンジ建設計画（現・北上江釣子インターチェンジ）が出てきたことをきっかけに、当時人口わずか8,000人の江釣子村（現・北上市）にショッピングセンターを建設する構想が1973年（昭和48年）に立ち上がる。
現在の協同組合理事長である高橋祥元が中心となって村内外の零細小売業者が結集し、ショッピングセンター調査研究の視察・自主勉強会・地権者交渉・組合員募集・ゼネコンの交渉等と準備を進めた。国の高度化事業による小売商業店舗等共同化事業も導入したが、このショッピングセンター計画に対し「江釣子事件」と言われるほどの反対運動が起き、当時の大店法下で全国初の広域商業活動調整協議会が設置され、協議が行われた。
このような数々の試練・経験を乗り越え、核店舗に岩手県第1号店となるジャスコ（現・イオン）を迎え、国内としては4例目の地元主導型ショッピングセンターとして1981年（昭和56年）12月5日に開業した。
店舗のスクラップアンドビルドを積極的に行うイオングループであるが、当ショッピングセンターに進出したジャスコ江釣子店（現・イオン江釣子店）は開店40年を超え、ショッピングセンターとしても2009年（平成21年）4月24日にオープン日（1981年12月5日）から数えて10,000日を達成する比較的古参な店舗である。
組合理事長の高橋祥元は、現在日本ショッピングセンター協会の副会長を務めている。

## 沿革
- 1973年（昭和48年）11月 - 江釣子商工会青年会が発足。
- 1978年（昭和53年）4月 - ショッピングセンター調査研究会を設立。
- 1979年（昭和54年）1月 - 江釣子ショッピングセンター建設委員会が発足すると共に、江釣子ショッピングセンター協同店舗を設立。
- 1981年（昭和56年）
  - 3月 - 協同組合江釣子ショッピングセンターを設立。
  - 12月 - ジャスコ江釣子店と50の専門店を備えた、江釣子ショッピングセンター『パル』がオープン。
- 1984年（昭和59年）3月 - 2階フロアが改装オープン。専門店10店増加し、60店となる。
- 1985年（昭和60年）11月 - 無料ショッピングバスの運行を開始。パルスポーツセンターが開業。
- 1986年（昭和61年）4月 - パブリックスペースを改装。
- 1987年（昭和62年）6月 - 外装をリニューアル。
- 1989年（平成元年）3月 - ポイントカードシステムを導入。
- 1992年（平成4年）12月 - 増築・改装オープン、専門店10店追加し、70店となる。
- 1994年（平成6年）7月 - ジャスコ江釣子店が増床・リニューアルし、パルがグランドオープンする。
- 1997年（平成9年）8月 - ジャスコ江釣子店の全フロアが改装オープンする。
- 1998年（平成10年）- パルの公式ホームページを開設する。
- 1999年（平成11年）12月 - パルが増床し、改装オープン。専門店5店追加し、75店となる。
- 2009年（平成21年）4月 - オープンから数えて10,000日を達成。
- 2011年（平成23年）
  - 3月 - GMS事業の再編に伴い、ジャスコ江釣子店がイオン江釣子店へ店名変更[4]。
  - 11月 - リニューアルオープン。エレベーターを二基増設する。

## フロアとテナント
テナントについては、「フロアガイド」を参照。

### フロア概要
核店舗のイオン江釣子店と80の専門店で構成される。
| 階  | フロア概要                                                    |
| --- | ------------------------------------------------------------- |
| R階 | 屋上駐車場                                                    |
| 2階 | 直営売場・専門店街                                            |
| 1階 | 直営売場・専門店街 フードパーク（フードコート・レストラン街） |

1階の吹き抜け下にあるイベント用ステージ「ジョイスタジオ」はサテライトスタジオも兼ねており、テレビ岩手の夕方ワイド番組「5きげんテレビ」では毎月第4火曜日に「グーチョキPAL」と題して生放送を実施している他、IBC岩手放送（IBCラジオ）も開業当初より『パルジョイスタジオ TOKIMEKIらんど』（1992年12月まで）、『ウイークエンドパル コスモパルタン』（1993年1月から）などラジオ番組の収録・公開生放送を実施している。

## アクセス
北上江釣子ICそば、国道107号線 江釣子バイパス沿いに隣接する。

### 鉄道
- 東日本旅客鉄道（JR東日本）
  - 北上線 - 江釣子駅より徒歩で約21分、柳原駅より徒歩で約22分
  - 東北新幹線・東北本線・北上線 - 北上駅より徒歩で約58分、及び後述のバスに乗車。

### バス
- 東日本旅客鉄道（JR東日本）北上駅から岩手県交通バス：｢横川目線」で、「江釣子ショッピングセンター前」バス停下車。
- 北上市内からショッピングバスが運行されている[8]。

### 自動車
- 東北自動車道 - 北上江釣子ICより約3分、北上金ヶ崎ICより約23分

### 駐車場
当施設の駐車場は、1,570台利用可能である。
| 施設駐車場 | 駐車台数 | 駐車可能台数  | 備考         |
| ---------- | -------- | ------------- | ------------ |
| 正面駐車場 | 300      | 07:50 - 22:00 |              |
| 屋上駐車場 | 400      | 10:00 - 20:00 | 高さ制限2.3m |
| 北駐車場   | 120      | 07:50 - 22:00 |              |
| 西駐車場   | 600      | 06:50 - 22:00 |              |
| 東駐車場   | 100      | 09:30 - 22:00 |              |
| 南駐車場   | 50       | 06:50 - 21:30 |              |

## 周辺
- まーす北上 - 向かいに所在するスーパー銭湯。
- えづりこ古墳公園
- 北上市 江釣子勤労者体育センター